# Delphinium cooperi
Delphinium cooperi là một loài thực vật có hoa trong họ Mao lương. Loài này được Munz mô tả khoa học đầu tiên năm 1968.